# Umebladet
Umebladet (fram till 1866 Umeå-Bladet) var en moderat reformvänlig, senare konservativ, tidning i Umeå som utgavs mellan 1847 och 1951. Sedan år 2010 ger Arbetarpartiet ut en gratistidning i Umeå med samma namn.

## Historia
| ”                       | Hvad tidningens tendens beträffar, så vill redaktionen bemöda sig om, att städse tala sanningens språk, utan all partisk färgläggning, äfvensom utan bitterhet | „ |
| – Umeå-Bladet 25/9 1847 | |   |

Boktryckare Erik Gustaf Lindroth hade fått tillstånd att utge "Umeå-Bladet" och han köpte Umeås enda tryckeri 1847. En månad senare lämnade det första numret av Umeå-Bladet pressen, som en veckotidning.
I slutet av 1865 pågick en språkstrid om stadens namn skulle skrivas "Ume" eller "Umeå". Lindroth föredrog "Ume" och ändrade den 26 januari 1866 namn på tidningen från "Umeå-Bladet" till "Umebladet". E G Lindroth dog 1881 och hans son, Edvard, tog över tidningen. Tryckeriet och tidningens arkiv förstördes i Umeå stadsbrand 25 juni 1888. Edvard Lindroth åkte då till Stockholm och köpte nya maskiner och papper. Tidningen kom ut igen den 6 juli 1888.
Upplagan var 1889 uppe i 1 650 exemplar – en anmärkningsvärd siffra i ljuset av att staden först året därpå uppnådde 3 000 invånare.
1913 avgick Edvard Lindroth som chef för Umebladet och Umebladet blev ett organ för det Allmänna valmansförbundet (idag moderaterna). 1914 blev Umebladet Umeås första dagliga tidning och 1916 började Umebladet att sätta de viktigaste nyheterna på första sidan. Omkring 1930 moderniserades Umebladets innehåll och disposition.
Vid nedläggningen 1951 slogs Umebladet samman med Skelleftebladet och Norrbottens Allehanda till en ny tidning, Nordsvenska Dagbladet.

## Redaktörer[5]
- 1847–1880 Erik Gustaf Lindroth
- 1880–1913 Edvard Lindroth
- 1913–1916 Helge Hellroth
- 1916–1919 Gösta Thalén
- 1919–1922 Birger Forsberg
- 1922–1927 Arvid Bjerking
- 1927–1929 Alfred Viving
- 1929–1935 Gunnar Dahlin
- 1935–1938 Arne Lindström
- 1939–1942 Lennart Dansk
- 1943–1944 John-Bertil Vedin
- 1945–1951 Per Lundgren

## Upplaga[5]
- 1889: 1 650[10]
- 1917: 7 000
- 1920: 6 000
- 1927: 4 900
- 1945: 3 100
- 1950: 3 100